# كارلي شايكين
كارلي شايكين (بالإنجليزية: Carly Chaikin)‏ مواليد 26 مارس 1990 في سانتا مونيكا، الولايات المتحدة، هي ممثلة أمريكية بدأت مسيرتها الفنية عام 2009. اشتهرت بتمثيلها دور في مسلسل السيد روبوت.

## الأعمال
- 2013: في عالم
- 2015: السيد روبوت (الدور: دارلين)

## وصلات خارجية
- الموقع الإلكتروني
- كارلي شايكين على موقع IMDb (الإنجليزية)
- كارلي شايكين على موقع ألو سيني (الفرنسية)
- كارلي شايكين على موقع أول موفي (الإنجليزية)
- كارلي شايكين على موقع قاعدة بيانات الفيلم (الإنجليزية)
- كارلي شايكين على موقع كينوبويسك (الروسية)